# Temporada 2000-01 de los Detroit Pistons
La temporada 2000-2001 fue la quincuagésimo tercera de los Pistons en la NBA, y la cuadragésimo cuarta en su localización de Detroit, Míchigan. La temporada regular acabaron con 32 victorias y 50 derrotas, ocupando la décima posición de la Conferencia Este, no logrando clasificarse para los playoffs.

## Elecciones en elDraft
| Ronda | Puesto | Jugador        | Posición | Nacionalidad   | Universidad    |
| ----- | ------ | -------------- | -------- | -------------- | -------------- |
| 1     | 14     | Mateen Cleaves | Base     | Estados Unidos | Michigan State |
| 2     | 44     | Brian Cardinal | Alero    | Estados Unidos | Purdue         |

## Temporada regular
| División Central      | División Central | División Central | División Central | División Central | División Central | División Central | División Central | División Central |
| Equipo                | G                | P                | %                | PD               | Casa             | Fuera            | Div              |                  |
| --------------------- | ---------------- | ---------------- | ---------------- | ---------------- | ---------------- | ---------------- | ---------------- | ---------------- |
| y-Milwaukee Bucks     | 52               | 30               | .634             | –                | 31–10            | 21–20            | 19–9             |                  |
| x-Toronto Raptors     | 47               | 35               | .573             | 5                | 27–14            | 20–21            | 18–10            |                  |
| x-Charlotte Hornets   | 46               | 36               | .561             | 6                | 28–13            | 18–23            | 20–8             |                  |
| x-Indiana Pacers      | 41               | 41               | .500             | 11               | 26–15            | 15–26            | 15–13            |                  |
| e-Detroit Pistons     | 32               | 50               | .390             | 20               | 18-23            | 14–27            | 16–12            |                  |
| e-Cleveland Cavaliers | 30               | 52               | .366             | 22               | 20–21            | 10–31            | 11–17            |                  |
| e-Atlanta Hawks       | 25               | 57               | .305             | 27               | 18–23            | 7–34             | 9–19             |                  |
| e-Chicago Bulls       | 15               | 67               | .183             | 37               | 10–31            | 5–36             | 4–24             |                  |

## Estadísticas

### Temporada regular
| Jugador            | PJ | PT | MPP  | %TC  | %3P  | %TL  | RPP  | APP | ROB | TPP | PPP  |
| ------------------ | -- | -- | ---- | ---- | ---- | ---- | ---- | --- | --- | --- | ---- |
| Jerry Stackhouse   | 80 | 80 | 40.2 | .402 | .351 | .822 | 3.9  | 5.1 | 1.2 | 0.7 | 29.8 |
| Corliss Williamson | 27 | 9  | 29.6 | .534 | n/a  | .626 | 6.2  | 1.0 | 1.3 | 0.3 | 15.2 |
| Joe Smith          | 69 | 59 | 28.1 | .403 | .000 | .805 | 7.1  | 1.1 | 0.7 | 0.7 | 12.3 |
| Chucky Atkins      | 81 | 75 | 29.2 | .399 | .357 | .692 | 2.1  | 4.1 | 0.8 | 0.1 | 12.0 |
| Dana Barros        | 60 | 0  | 18.0 | .444 | .419 | .850 | 1.6  | 1.8 | 0.5 | 0.0 | 8.0  |
| Jerome Williams    | 33 | 2  | 24.4 | .438 | .000 | .722 | 8.4  | 1.0 | 1.2 | 0.3 | 7.3  |
| Ben Wallace        | 80 | 80 | 34.5 | .490 | .250 | .336 | 13.2 | 1.5 | 1.3 | 2.3 | 6.4  |
| John Wallace       | 40 | 0  | 13.2 | .424 | .133 | .778 | 2.1  | 0.6 | 0.3 | 0.4 | 5.9  |
| Cedric Ceballos    | 13 | 0  | 12.8 | .394 | .275 | .800 | 2.0  | 0.5 | 0.5 | 0.2 | 5.8  |
| Mateen Cleaves     | 78 | 8  | 16.3 | .400 | .294 | .708 | 1.7  | 2.7 | 0.6 | 0.0 | 5.4  |
| Michael Curry      | 68 | 58 | 21.8 | .455 | .444 | .849 | 1.8  | 1.9 | 0.4 | 0.0 | 5.2  |
| Mikki Moore        | 81 | 2  | 14.2 | .493 | .000 | .731 | 3.9  | 0.4 | 0.3 | 0.8 | 4.4  |
| Billy Owens        | 45 | 14 | 17.6 | .383 | .150 | .475 | 4.6  | 1.2 | 0.7 | 0.3 | 4.4  |
| Jud Buechler       | 57 | 3  | 12.9 | .463 | .416 | .750 | 1.6  | 0.7 | 0.4 | 0.2 | 3.4  |
| Eric Montross      | 42 | 20 | 13.5 | .413 | n/a  | .269 | 3.4  | 0.4 | 0.2 | 0.5 | 2.5  |
| Brian Cardinal     | 15 | 0  | 8.4  | .323 | .000 | .611 | 1.5  | 0.2 | 0.5 | 0.1 | 2.1  |
| Kornel David       | 10 | 0  | 6.9  | .455 | n/a  | n/a  | 1.9  | 0.3 | 0.4 | 0.1 | 2.0  |

## Galardones y récords
| Jugador          | Galardón |
| Jerry Stackhouse | All-Star |